# Нассенфельс
Нассенфельс (нім. Nassenfels) — громада в Німеччині, розташована в землі Баварія. Підпорядковується адміністративному округу Верхня Баварія. Входить до складу району Айхштет. Центр об'єднання громад Нассенфельс.
Площа — 18,46 км2. Населення становить 2237 ос. (станом на 31 грудня 2020).

## Галерея

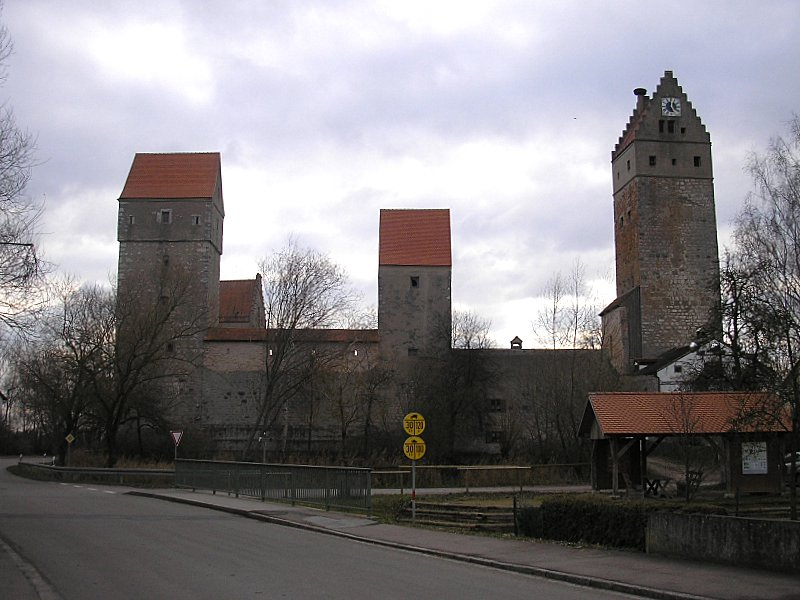